# Kostel Notre-Dame-de-l'Assomption de Moustiers-Sainte-Marie
Katolický farní kostel Notre-Dame-de-l'Assomption (Nanebevzetí Panny Marie) se nachází v městečku Moustiers-Sainte-Marie ve francouzském departementu Alpes-de-Haute-Provence v regionu Provence-Alpes-Côte d'Azur, je románský kostel pocházející z 12. století. V roce 1913 byl kostel zapsán na seznam historických památek Francie. 

## Historie
Kostel původně patřil  převorství opatství Lérins. V 5. století zde biskup Maximus z Riez usadil mnichy z kláštera Lérins, který založil svatý Honoratus z Arles na ostrově Île Saint-Honorat, u vstupu do Verdonské soutěsky. Mniši žili v jeskyních, které si vytesali do skal. Místo se nazývalo Monasterium, z čehož se vyvinul název Moustiers. Když se Provence dostala od 8. do konce 10. století na čas pod maurskou nadvládu, byli mniši vyhnáni. Teprve na konci 11. století se v Moustiers znovu objevila řeholní komunita.
Kostel byl postaven ve 12. století v románském slohu. V roce 1336 začal převor Pierre de Pratis kostel přestavovat v gotickém stylu, ale přestavěn byl pouze chór.
V roce 1097 biskup z Riez podřídil kostel v Moustiers spolu s dalšími kostely v oblasti opatovi z Lérins a v roce 1113 mu potvrdil vlastnictví těchto kostelů a jejich beneficií. Až do sekularizace v roce 1787 zůstalo Moustiers převorstvím opatství Lérins. Od poloviny 16. století však již v Moustiers nebyli žádní mniši a jejich místo zaujali světští duchovní.

## Popis

### Exteriér
Nejpozoruhodnějším prvkem kostela je 22 metrů vysoká čtvercová zvonice postavená v lombardském románském slohu, což je dřívější název pro první románské umění.
Zvonice je postavena z vápencového tufu a skládá se z pěti pater, která se směrem k vrcholu zužují. Dvě spodní patra jsou z režného zdiva z lomového kamene. Tři horní patra jsou z pečlivě opracovaného kamene. Jsou prolomena dvojitými arkádami různých velikostí a zdobí je pilastry, slepé arkády a obloučkové vlysy.
Zvonice se dříve houpala kvůli pohybu zvonů. V 17. století ji nechal převor Jean de Bertet zajistit železnými kotvami a opatřit mohutnými opěráky, aby ji zpevnil.

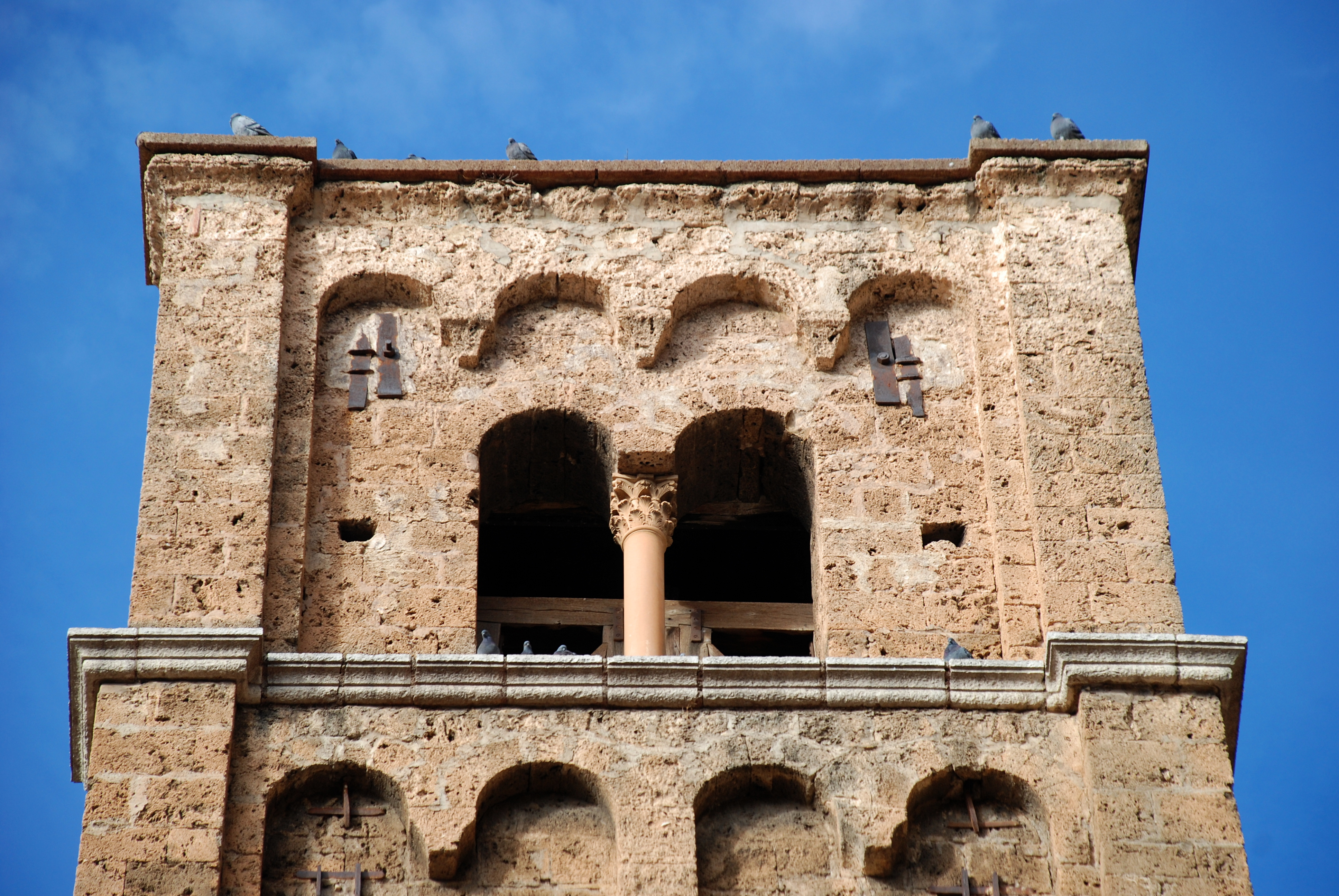
zvonové patro zvonice
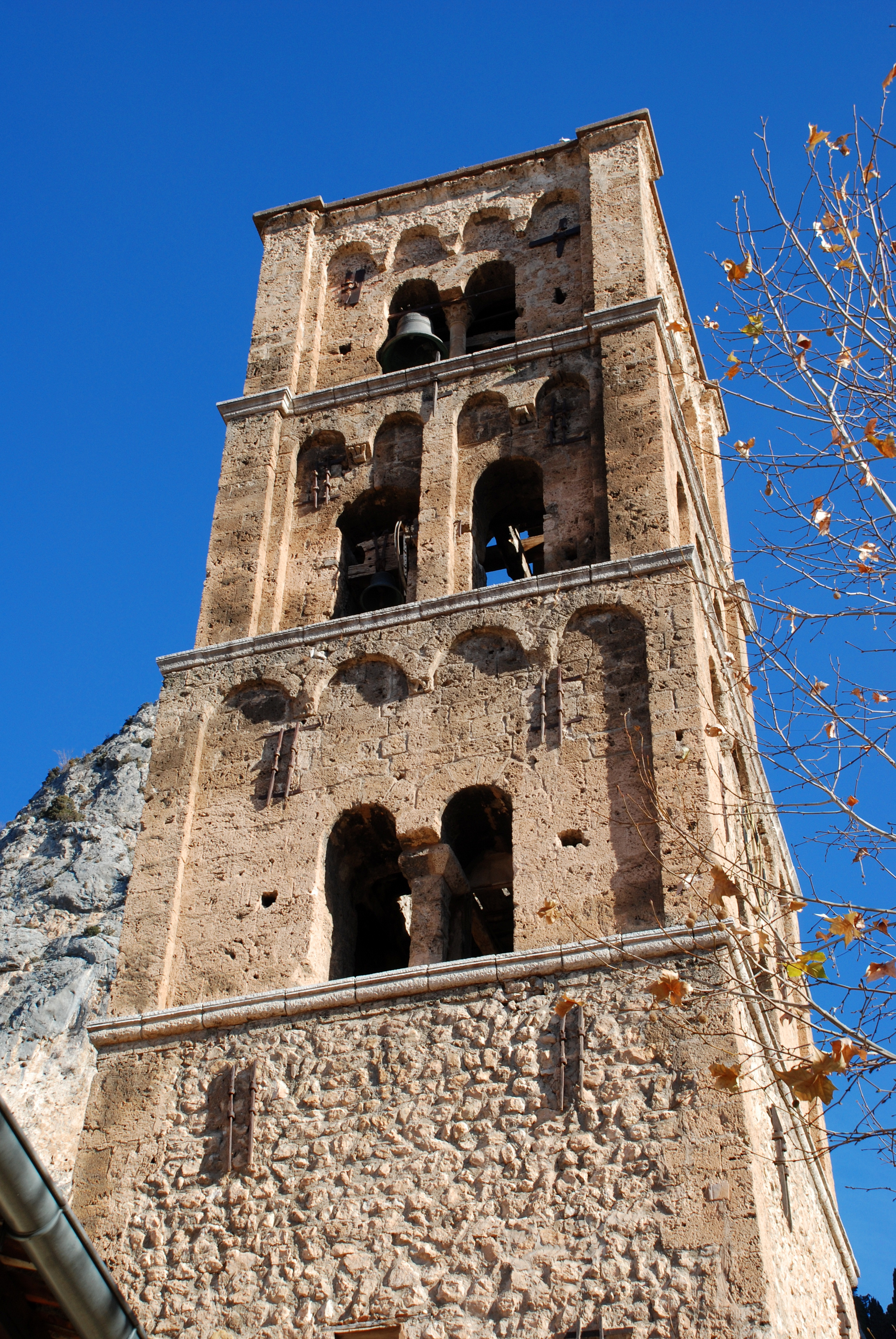
pohledy na zvonici
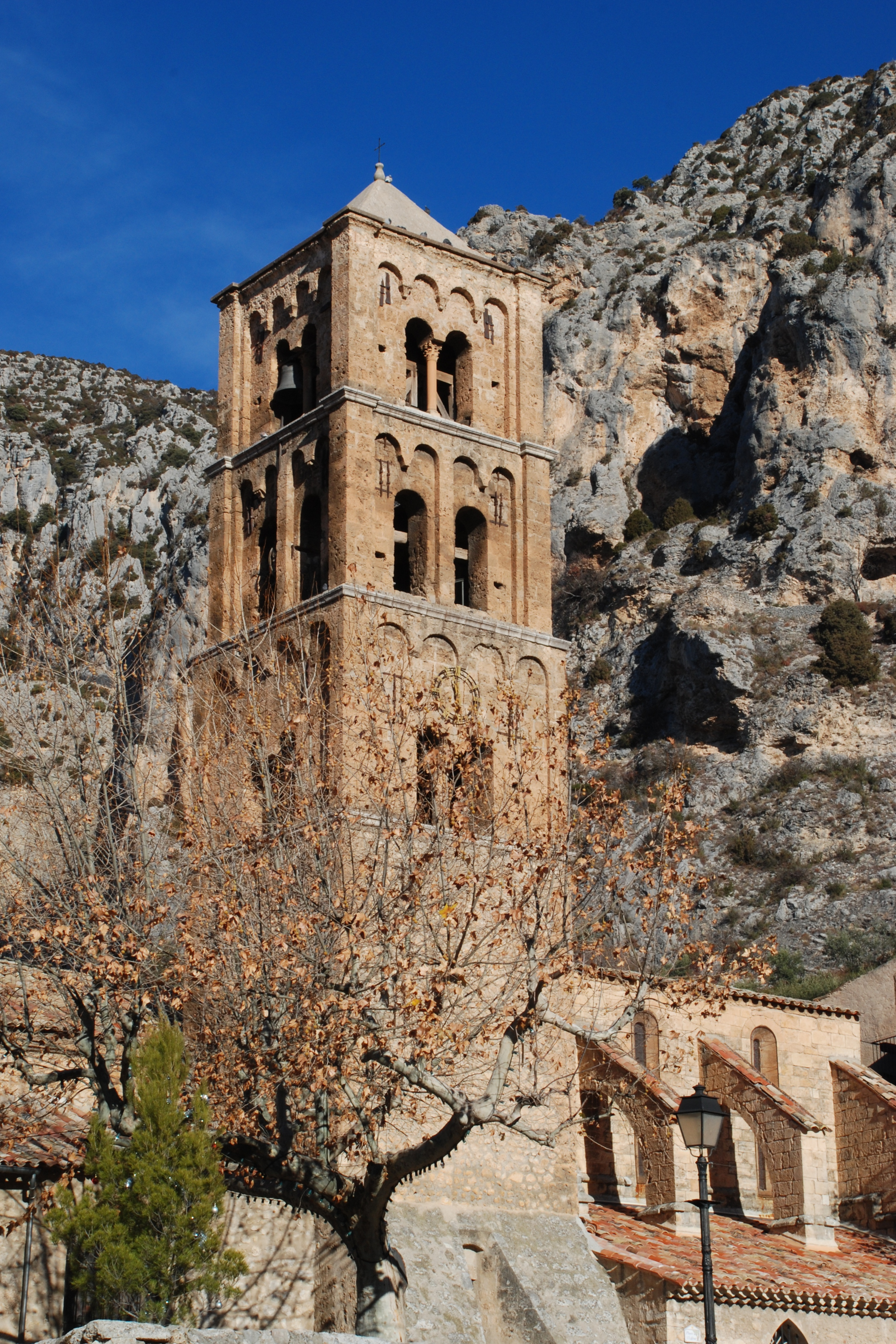
pohledy na zvonici
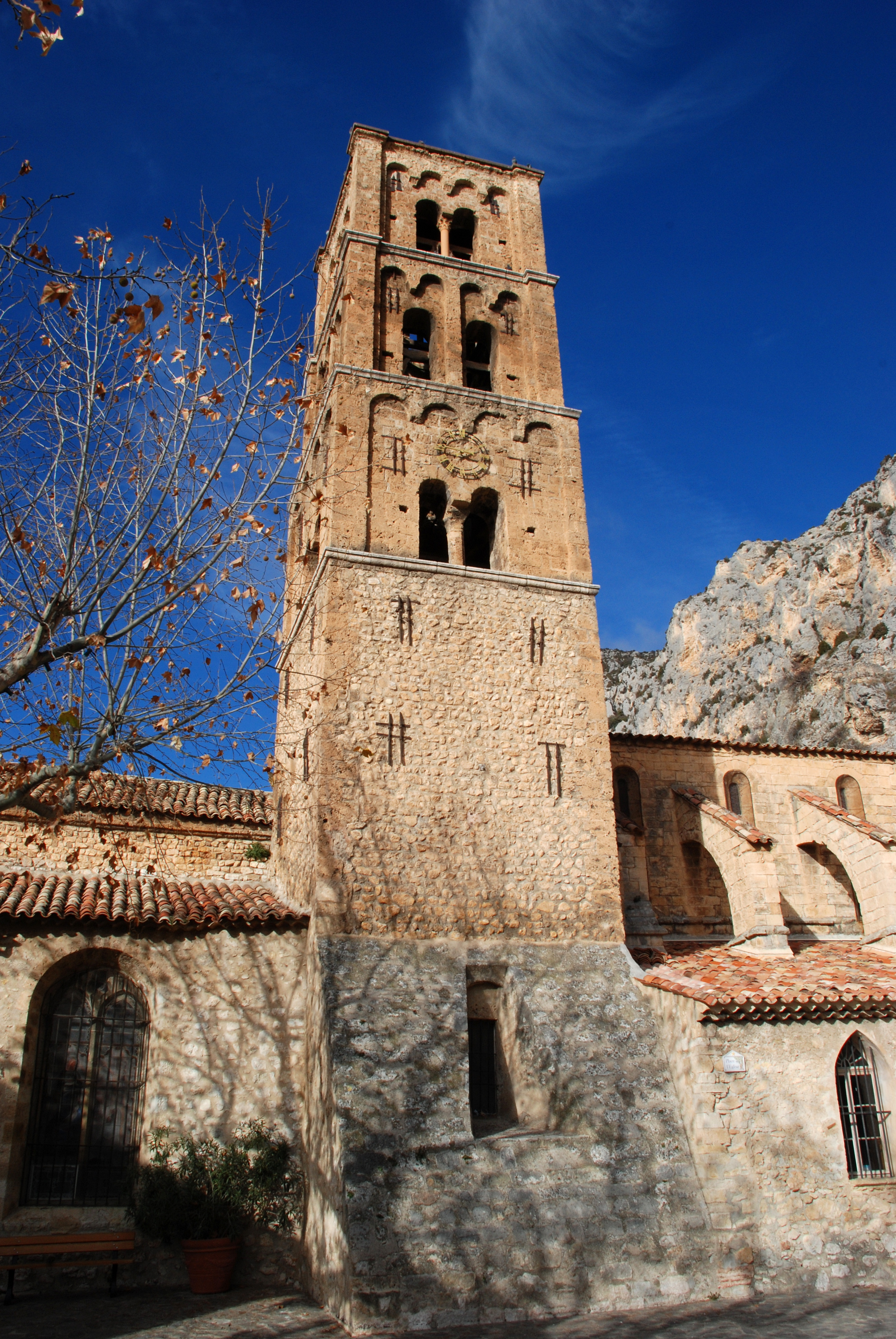
pohledy na zvonici

### Interiér
Interiér kostela je jednolodní a je rozdělen na pět klenebních polí. Je zastřešena hrotitým závěrem, který je podepřen pásovými klenbami. Tíha klenby spočívá na pilastrech, které jsou spojeny kruhovými oblouky.
K románské lodi byl v letech 1336 až 1361 v gotickém slohu přistavěn trojlodní chór. Je uzavřen v pravém úhlu a zaklenut žebrovou klenbou, kterou podpírají hrotité obloukové arkády. Zdobí ho oltář z mramorového sarkofágu ze 4. století.
Sloupy oddělující chór od uliček jsou zakončeny hlavicemi zdobenými dubovými listy.
Ramena transeptu byla přistavěna v 17. století.

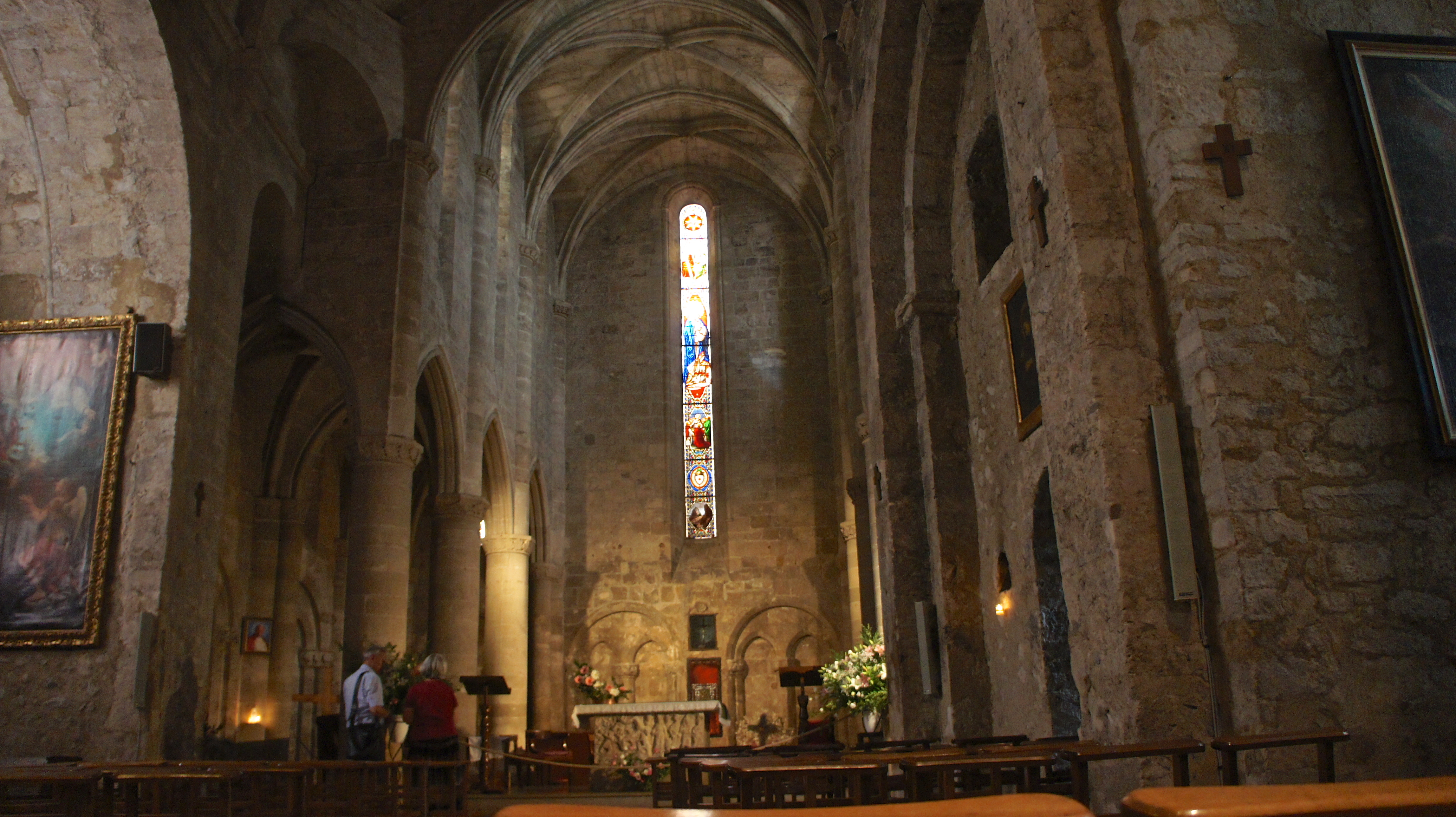
interiér kostela
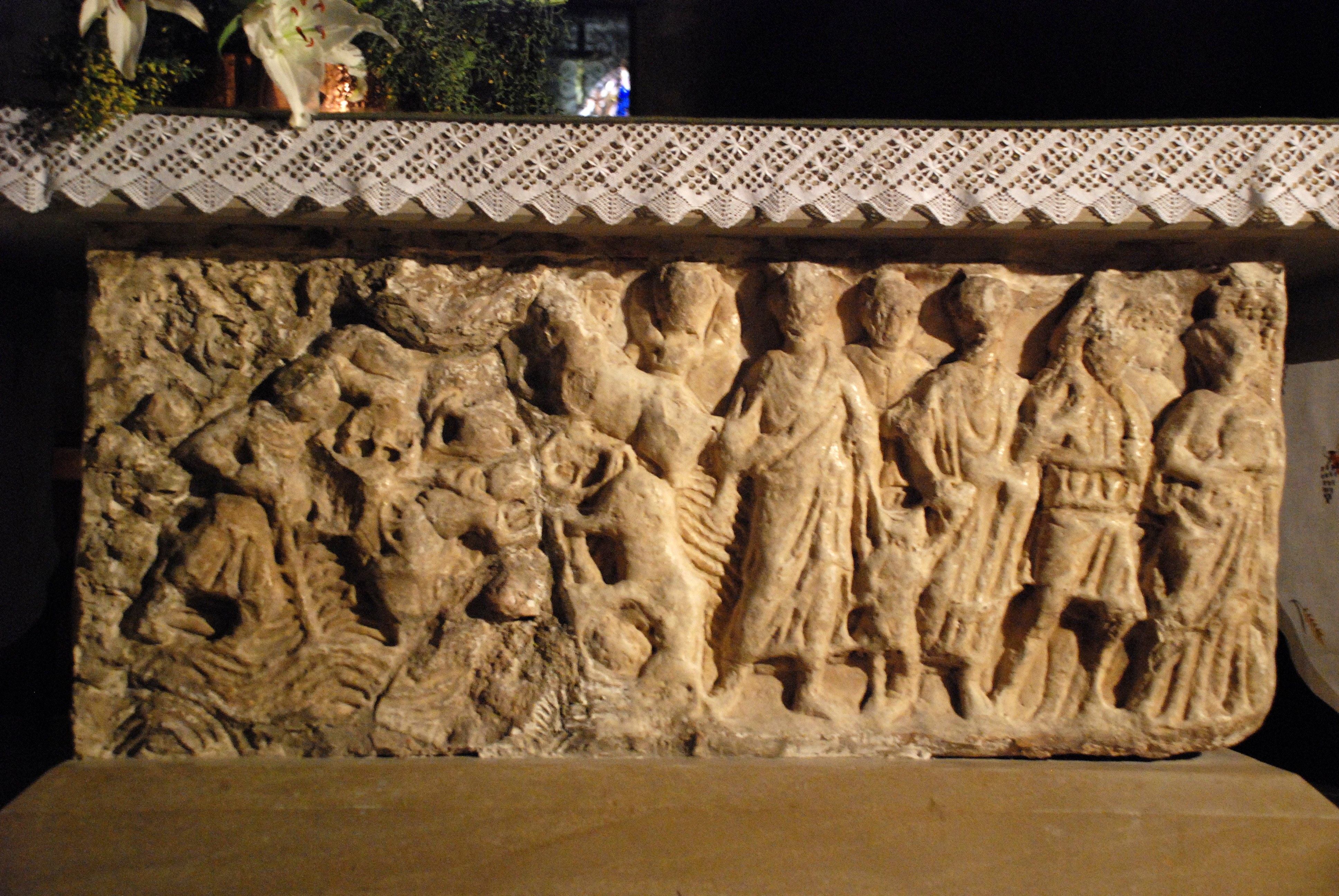
oltář z římského sarkofágu
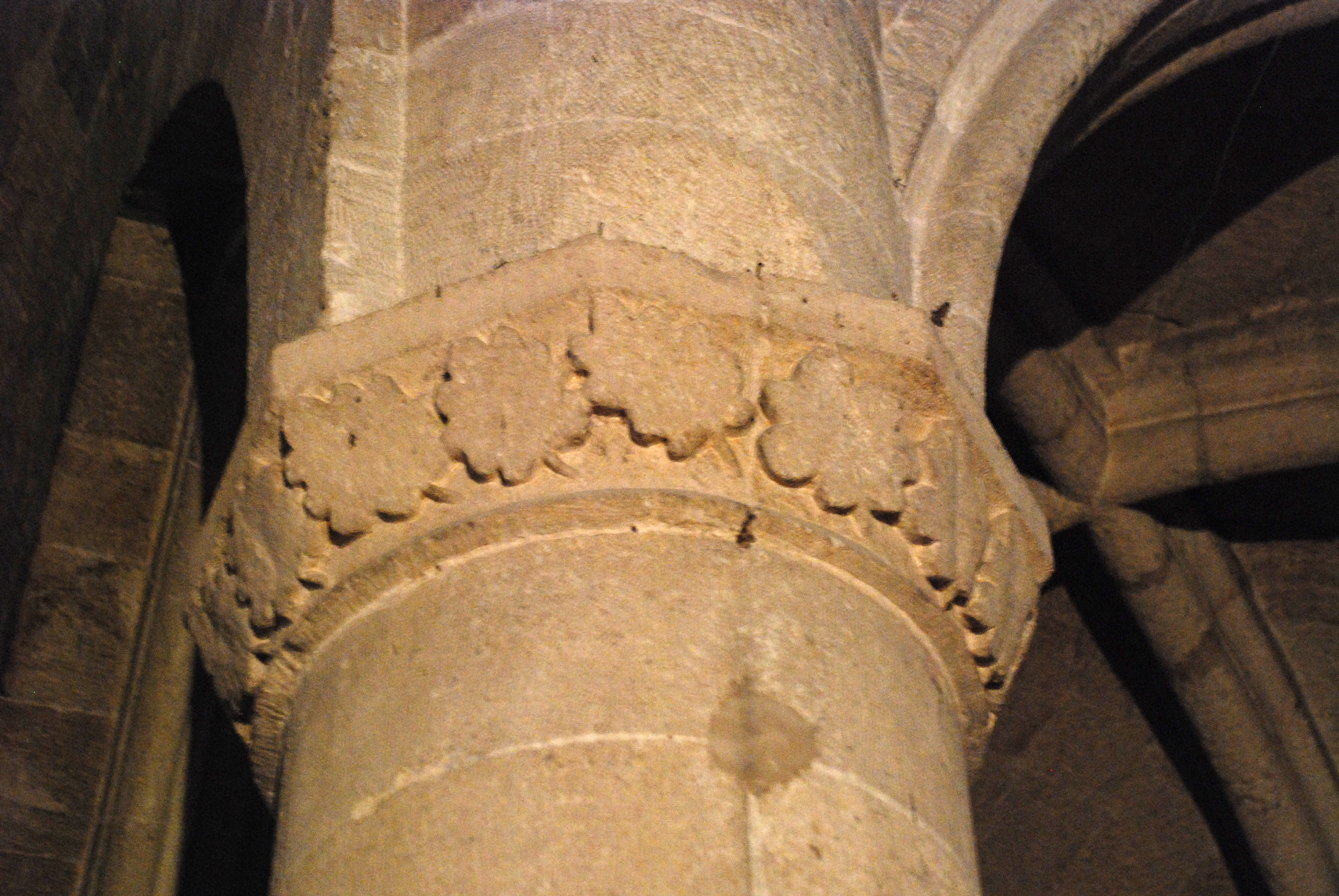
detail sloupové hlavice s dubovými listy